# 維迪堡

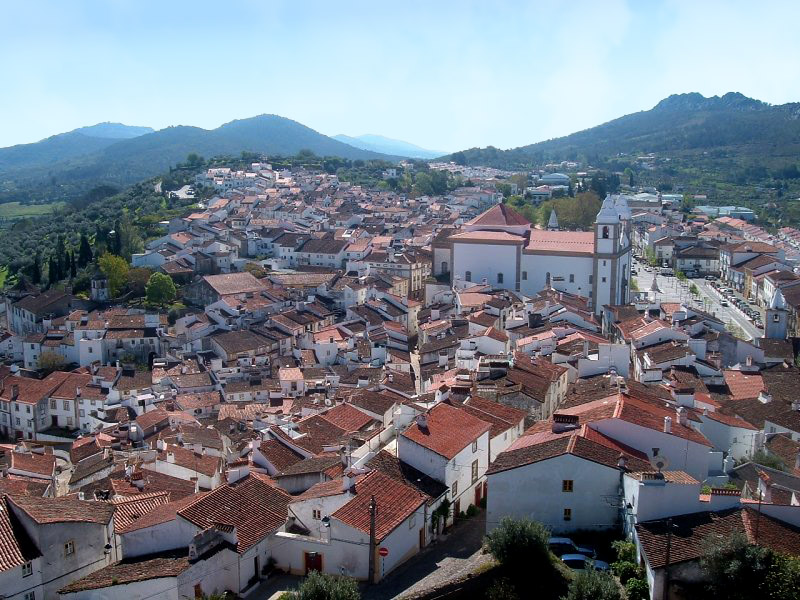

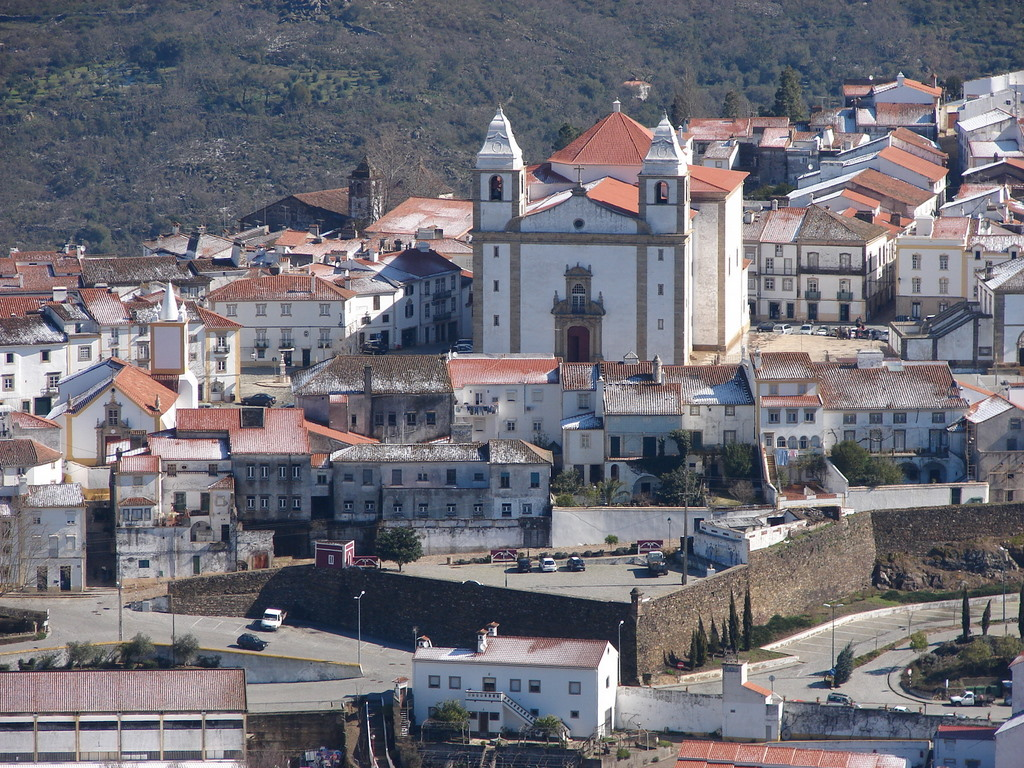

39°20′N 7°31′W / 39.333°N 7.517°W
維迪堡（葡萄牙語：Castelo de Vide），是葡萄牙的城鎮，位於該國中部，由波塔萊格雷區負責管轄，始建於1276年，面積264.91平方公里，2011年人口3,407，人口密度每平方公里12.86人。